# 瑟勒绍尔多
瑟勒绍尔多，是匈牙利包尔绍德-奥包乌伊-曾普伦州所辖的一个村。总面积10.66平方公里，总人口107，人口密度10.0人/平方公里（2011年1月1日）。